# Pego Club de Futbol
El Pego Club de Futbol és un club de futbol del poble de Pego (la Marina Alta, País Valencià). El seu estadi és el Municipal Cervantes. Actualment juga al grup III de la Regional Preferent Valenciana. Vesteix amb samarreta roja i pantaló blau obscur, calçes roges.

## Història
La història del futbol pegolí es remunta fins a 1922, quan diversos aficionats jugaven al camp del carrer Pere Sala. Eren partits no només entre locals, sinó que ja es disputaven partits amb poblacions veïnes de gran rivalitat, com Oliva, Dénia o Gandia.
En 1931 es funda el camp Cervantes, en la mateixa situació que en l'actualitat. En un principi eren els mateixos representants dels equips qui s'encarregaven del seu manteniment.
La temporada 41/42 s'inscriu el primer equip del poble, però no assoleix l'ascens de categoria i desapareix a final de dècada. El seu lloc l'ocupa l'Educación y Descanso de Pego, que va comptar amb el suport de bona part de la societat civil del poble. Aquest suport va ajudar a fer que l'ED Pego pujara fins a 3a Divisió l'any 58/59. A partir d'aquest moment, adopta la denominació de Pego C.F.
Durant les dècades dels 60 i 70, el Pego va anar jugant entre les divisions regionals valencianes i, finalment, en la 87/88, s'imposa a la Preferent Sur i torna a 3a Divisió. Un parell de temporades després, les reestructuracions federatives provoquen el descens a Preferent, de la qual no sortiria fins a l'any 1997. Es va consolidar en la 3a divisió des d'aquest any fins a l'any 2008, any en el qual torna a la categoria anterior fins a l'actualitat. Després de diverses temporades sense pena ni glòria en la categoria, després de concloure la temporada 2007/08 en la qual es va aconseguir la permanència a la vora del descens, el fantasma de la desaparició va sondejar en el club que fins i tot públicament va anunciar que renunciaria a la seva plaça a canvi de diners, operació que finalment no es va produir.

## Himne
Som d'un poble que respira
la frescor del taronger,
som d'un poble que suspira
per l'equip del seu voler.
Per això amb gran il·lusió,
homes, dones i xiquets,
entonem esta cançó
alegres i satisfets.
Ale rogets, ale rogets.

## Jugadors destacats
- Pasqual Sendra i Mansanet, jugador i entrenador del Pego CF.
- Fernando Sendra "Cele"
- Reig, davanter molt golejador.
- Emili Fenoll (1999/2000)
- Jose Manuel Tarraga (2001-2002)
- Natalio Lorenzo Poquet (2003/2004)
- Frederic Alemany
- Victor Giménez, actual capità

## Dades del club
- Temporades en Primera Divisió: Cap.
- Temporades en Segona Divisió: Cap.
- Temporades en Segona Divisió B: Cap.
- Temporades en Tercera Divisió: 19.
- Temporades en Regional Preferent: Desconegut.
- Millor lloc en la lliga: 4t en Tercera Divisió (2000/01).
- Pitjor lloc en la lliga: 18è en Tercera Divisió (2005/06).

## En la cultura popular
L'himne del club és utilitzat com a introducció a la cançó Respira, del grup pegolí La Gossa Sorda.

## Presidents
- Carlos Pascual Sastre (1996-2004)
- Enrique Moll Briones (/2004-2008)
- Joan Folques Nadal (2008-2011)
- Ximo Puchol Masanet (2011-2014)
- Juan Francisco Frau Ferrer (2015-2016)

## Entrenadors
- Pascual Sendra Masanet (1994/2002)
- Jesús Briones (2002/03)
- Jose Manuel Guijarro (2003/04)
- Jesús Moratal Vidal (2004/06)
- Juan Carlos Eres (2006)
- Nino Lema (2007)
- Diego Miñana Gilabert (07)
- Vicente Cardona, "Meléndez" (2007)
- Miquel Almela (2008/2009)
- Paco Pascual (2009)
- Jose Peris (2009/2009)
- Juan Sanchis (2009/2009)
- Carlos Gimeno (Silla) (2009/2011)
- Diego Miñana Gilabert (2011/2012)
- Vicent Camarena (2015/2017)
- Jesus Moratal (2017)